# 1718.
◄ | 17. stoljeće | 18. stoljeće | 19. stoljeće | ►
◄ | 1680-ih | 1690-ih | 1700-ih | 1710-ih | 1720-ih | 1730-ih | 1740-ih | ►
◄◄ | ◄ | 1715. | 1716. | 1717. | 1718. | 1719. | 1720. | 1721. | ► | ►►
Arhitektura • Astronomija • Biologija • Glazba • Kazalište • Kemija • Kiparstvo • Knjige • Književnost • Kršćanstvo • Medicina • Politika • Pravo • Promet • Slikarstvo • Znanost

## Događaji
- Mir u Požarevcu
- Dubrovačka Republika prodala je Neum Turskom Carstvu kako ne bi graničila s Mletačkom Republikom.

## Rođenja
- 28. listopada – Ignacije Szentmartony, hrvatski isusovac, znanstvenik († 1793.)

## Vanjske poveznice
|  | Zajednički poslužitelj ima još gradiva o temi 1718. |